# Бадр Біляль
Бадр Біляль (араб. بدر بلال, нар. 4 листопада 1962) — колишній катарський футболіст, нападник. Всю кар'єру виступав за « Ас-Садд». По завершенні кар'єри став спортивним аналітиком.

## Кар'єра
Він грав за першу команду «Ас-Садда» з 1979 року, але ключовим гравцем став лише у 1982 році після того, як забив головний гол у фіналі Кубка Еміра, замінюючи травмованого Алі Бехзада. Він виграв 23 офіційні трофеї разом з клубом.
Він був частиною збірної Катару U-20, яка стала віце-чемпіоном молодіжного чемпіонату світу 1981 року в Австралії, на якому у 6 матчах він забив 3 голи, ставши найкращим бомбардиром команди разом з Халідом Салманом.

## Досягнення
- Чемпіонат Катару
  -  Чемпіон (5):  1979–80, 1980–81, 1986–87, 1987–88, 1989–89

- Кубок Еміра Катару
  -  Володар кубку (5): 1982, 1985, 1986, 1988, 1991

- Ліга чемпіонів Азії
  -  Переможець (1): 1989